# جيمس باركر (قسيس)
جيمس باركر (بالإنجليزية: James Parker)‏ هو قسيس أمريكي، ولد في 22 أكتوبر 1932.